# ビザンチウムのフィロン
ビザンチウムのフィロン（紀元前260年 - 紀元前180年）は、古代ギリシアの数学者にして旅行家である。紀元前5世紀、古代ギリシアの歴史家ヘロドトスが、7つの驚異的な建造物を「世界の七不思議」と名付けたのが七不思議の最初といわれているが、紀元前225年ごろにそれを提案した。一般的に言われている世界の七不思議の一つであるアレクサンドリアの大灯台の代わりにバビロンの城壁を入れていた。
クテシビオスの弟子で、発明家のビザンチウムのフィロンとは別人物である。